# Dokud se tančí
Dokud se tančí (v mezinárodní distribuci And Then We Danced) je švédsko-gruzínský hraný film z roku 2019, který režíroval Levan Akin podle vlastního scénáře. Snímek měl světovou premiéru na Filmovém festivalu v Cannes 16. května 2019. V ČR byl uveden v roce 2019 na filmovém festivalu Mezipatra.

## Děj
16letý Merab už od dětství tančí v gruzínském národním souboru. Tanci podřizuje všechno a usiluje stát se profesionálním tanečníkem. Jednoho dne se v souboru objeví nový tanečník Irakli. Pro Meraba to znamená nejen nového konkurenta, ale uvědomuje si, že se do Irakliho zamiloval.

## Obsazení
| Levan Gelbakhiani     | Merab        |
| Bachi Valishvili      | Irakli       |
| Ana Javakishvili      | Marie        |
| Giorgi Tsereteli      | David        |
| Tamar Bukhnikashvili  | Teona        |
| Marika Gogichaishvili | babička Nona |
| Kakha Gogidze         | Aleko        |
| Levan Gabrava         | Luka         |
| Ana Makharadze        | Sopo         |
| Nino Gabisonia        | Ninutsa      |
| Mate Khidasheli       | Mate         |
| Aleko Begalishvili    | Ioseb        |

## Ocenění
- Chicago International Film Festival: cena diváků pro nejlepší zahraniční film, cena Gold Q-Hugo (Levan Akin)
- Cork Film Festival: nominace na cenu publika
- Evropské filmové ceny: nominace na European University Film Award (Levan Akin), nominace v kategorii nejlepší herec (Levan Gelbakhiani)
- Filmový festival v Cannes: nominace na Queer Palm (Levan Akin)
- Filmový festival Listapad v Minsku: cena pro nejlepšího herce (Levan Gelbakhiani)
- Mezinárodní filmový festival v Oděse: cena v mezinárodní soutěži, cena pro nejlepšího herce (Levan Gelbakhiani), Zlatá cena (spoku s filmem Evge)
- Filmový festival v Sarajevu: nominace na nejlepší film, cena pro nejlepšího herce (Levan Gelbakhiani)
- Filmový festival v Zurichu: nominace na cenu Goldene Auge